# 4456 Моусон
4456 Моусон (4456 Mawson) — астероїд головного поясу. Відкритий Робертом Макнотом 27 липня 1989 року. Названий на честь австралійського геолога і полярного дослідника Дугласа Моусона.
Тіссеранів параметр щодо Юпітера — 3,445.